# روان عثمان
روان عثمان (1983 او 1984) ناشطه سورية تحمل الجنسية الالمانية بعد طلبها اللجوء. تدعو الي التطبيع مع اسرائيل والدول العربية في الشرق الاوسط.

## حياتها
ولدت روان في دمشق لعائلة علمانية. كانت عائلة والدها من المسلمين السنة والتي تم تسجيلها لأول مرة عام 1938، بينما كانت عائلة والدتها من المسلمين الشيعة كن قرية قرب بعلبك في وادي البقاع اللبناني.  نشأت روان في وادي البقاع، إلا أنها عادت إلى سوريا بعد تخرجها من المدرسه الثانوية.  كما أنها عاشت لفترة من حياتها في السعودية وقطر.  في عام 2011 مع بداية الحرب الأهلية السورية انتقلت إلى ستراسبورغ في فرنسا لتعلم المهارات اللازمه لفتح بار نبيذ في دمشق.   في هذه الفترة عاشت وتعرفت علي اليهود لأول مرة أثناء إقامتها في الحي اليهودي في المدينة. أجبرتها هذه اللقاءات على التفكير في معاداة السامية التي سمعتها أثناء نشأتها. التحقت لاحقًا بجامعة هايدلبيرغ في ألمانيا، حيث درست اللغة العبرية الحديثة والدراسات اليهودية.  